# Fernando Gaviria
Fernando Gaviria Rendón (La Ceja, Antioquia, 19 de agosto de 1994) es un ciclista profesional colombiano. Desde 2023 corre para el equipo profesional de España Movistar Team de categoría WorldTeam.
Fernando es parte de una familia de ciclistas en la que su hermana Juliana Gaviria y su cuñado Fabián Puerta sobresalen en el ciclismo en pista.

## Biografía
Gaviria se ha destacado en el ciclismo en ruta y pista siendo campeón mundial de ciclismo en pista en la categoría juvenil y élite, destacándose también en otras competencias suramericanas tanto en la ruta como en la pista.
Fue en una carrera latinoamericana donde abrió su camino de triunfos en el ciclismo de ruta elite, al ganar la primera y tercera etapa del Tour de San Luis 2015, con finales al sprint imponiéndose en el embalaje por delante de corredores ProTeam como Mark Cavendish y Sacha Modolo.
En 2015 se corona campeón mundial élite de ciclismo de pista en la prueba del Ómnium durante el Campeonato Mundial de Ciclismo en Pista realizado en el velódromo Nacional de Saint-Quentin-en-Yvelines en París, Francia. Más adelante, en los Juegos Panamericanos de Toronto 2015 logra la medalla de oro en el Ómnium, prueba del ciclismo de pista.

### 2016
Inicia la temporada en el equipo belga Etixx-Quick Step de categoría UCI ProTeam, logrando sus primeros triunfos de temporada en el ciclismo de ruta en el Tour de San Luis, Tour La Provence.
En marzo regresa a la competición de ciclismo de pista y se corona campeón mundial élite de ciclismo de pista en la prueba del Ómnium durante el Campeonato Mundial de Ciclismo en Pista realizado en el velódromo de Londres, Inglaterra.
Su primera carrera por etapas de categoría UCI World Tour fue la Tirreno-Adriático, donde el 11 de marzo gana la 3.ª etapa imponiéndose en un sprint ante corredores de primer nivel, logrando así su primera victoria en una carrera de la máxima categoría de ciclismo en ruta masculino. El 19 de marzo, una caída muy cerca del final le impide disputar el sprint de la clásica ciclista Milán-San Remo
En julio participa en el Tour de Polonia donde consigue vencer al sprint en la segunda etapa consiguiendo el maillot amarillo de líder y dos días después vence, también al esprint, en la 4.ª etapa, ratificando su liderato.
En el mes de agosto hace parte de la delegación colombiana para los Juegos Olímpicos de Río de Janeiro participando en el ciclismo de pista en la modalidad del Ómnium, logrando una destacada actuación en su primera participación en unos Juegos Olímpicos consiguiendo el cuarto puesto de la clasificación general y ganando el diploma olímpico.
Finaliza la temporada en Europa ganando la clásica ciclista de París-Tours en Francia mediante un sprint a falta de 700 metros para la línea de meta, superando a los mejores sprinters de la actualidad.

### 2017
Comienza su segundo año en el equipo belga Quick-Step Floors como uno de los sprinters referentes del ciclismo mundial. Sus primeras carreras de la temporada fueron la Vuelta a San Juan, logrando dos victorias de etapa y en la Vuelta al Algarve logrando una etapa. En marzo, compitió en la Tirreno-Adriático, en donde obtuvo una etapa.
Disputó el Giro de Italia, ganando la etapa 3 lo que le permitió vestirse con la maglia bianca como líder de los jóvenes y la maglia rosa de líder de la clasificación general; después del día de descanso perdió el liderato en la etapa 4 con llegada al monte Etna, cediendo la camiseta de líder ante su compañero de equipo Bob Jungels. Un día después ganó el esprint masivo de la etapa 5 obteniendo su segundo triunfo en una fracción de la edición centenaria de la carrera.
Fernando también ganó al sprint las etapas 12 y 13 rubricando su estreno en una de las tres grandes vueltas. Termina la edición centenario del Giro de Italia 2017 logrando la camiseta Ciclamino de la 
clasificación por puntos, siendo el primer latinoamericano en conseguirlo.

### 2018
El tercer año como ciclista profesional del Quick-Step Floors lo inicia en la carrera argentina la Vuelta a San Juan donde gana una etapa pero debido a una caída se retira de la carrera. Sin embargo, Fernando participa en los Campeonatos de Colombia de Ciclismo en Ruta donde no tiene una destacada actuación debido a que el recorrido no se adaptaba a sus características de esprínter. En el mes de febrero, iniciaba la participación en la carrera colombiana Colombia Oro y Paz con una gran cantidad de ciclistas colombianos y equipos del World Tour, siendo uno de los esprínteres más destacados del pelotón adjudicándose las tres primeras etapas y portando el maillot de líder por varios días a través del territorio colombiano. A finales de febrero, Fernando iniciaba su temporada de clásicas de pavé participando en la Omloop Het Nieuwsblad donde no tuvo una destacada actuación ya que sufrió una caída que lo dejó sin chances y las raspaduras propias de ese hecho le impidieron tener su mejor rendimiento. Más adelante, participa en la famosa carrera italiana la Strade Bianche donde fue el mejor colombiano ubicado en la clasificación general.
En las siguientes carreras del calendario UCI WorldTour 2018, Fernando participa en la Tirreno-Adriático donde se retira por lesión en la mano izquierda, también participa en el Tour de Romandía, el Gran Premio de Fráncfort y el Tour de California; carrera donde se impone su velocidad como ganador en tres etapas, así las cosas, el ciclista de 23 años logró su séptima victoria de la temporada.
Gaviria continuaba su preparación para su máximo objetivo de la temporada: el Tour de Francia. En el mes de junio continuaba su participación en carreras de máxima categoría como la Vuelta a Suiza donde tuvo una destacada participación siendo tres veces segundo, un termómetro ideal de cara al Tour ante sus máximos rivales de embalajes.
El mes de julio había llegado y Fernando Gaviria estuvo listo como jefes de filas de su equipo Quick-Step Floors para tomar la partida del Tour de Francia. El momento esperado por todos donde el ciclista colombiano era de los máximos favoritos para llevarse la victoria en la 1.ª etapa del Tour de Francia era toda una realidad ya que debutaba en la ronda gala, Fernando Gaviria conquistó la primera etapa del Tour de Francia 2018 siendo el más fuerte en el esprint final ante Peter Sagan y Marcel Kittel, todos esprínteres de primera categoría del ciclismo mundial. El ciclista colombiano se vestía con el maillot amarillo de líder de la clasificación general, siendo el segundo colombiano (después de Víctor Hugo Peña en el Tour de 2003) en vestír de nuevo la camiseta amarilla en un Tour de Francia. Además el ciclista antioqueño lograba su quinta victoria en Grandes Vueltas, incluyendo los cuatro triunfos que logró en el pasado Giro de Italia 2017. Asimismo, el corredor de 23 años se convirtió en el primer debutante en 14 años en ganar en su primer día compitiendo en el Tour. El suizo Fabian Cancellara había sido el último en lograrlo en el Tour de 2004.
Al finalizar la temporada, se confirmó que Fernando Gaviria cambiaría de colores para la temporada 2019. El mánager del equipo Quick-Step Floors, el belga Patrick Lefevere confirmó que Gaviria dejaría el equipo debido a problemas de patrocinio para las próximas temporadas, a pesar de que Gaviria tenía contrato con el equipo belga hasta finalizar la temporada 2019, el mánager del equipo admitió que le dieron libertad a Fernando Gaviria para que buscara mejores ofertas, entre esas la del equipo profesional de los Emiratos Árabes Unidos de categoría WorldTeam el UAE Team Emirates. Horas después el nuevo equipo UAE Team Emirates confirmó la llegada de Gaviria para las próximas dos temporadas.

### 2019
No tardaría en triunfar en el UAE Team Emirates , ganando la primera y cuarta etapa de Vuelta a San Juan 2019, en la cual se vestiría de líder las dos primeras jornadas. Un mes después competiría en el UAE Tour, en el cual ganaría la 2.ª etapa.
Ese año participaría en el Giro de Italia y debutaría en la Vuelta a España. En la ronda italiana ganaría la 3.ª etapa con final en Orbetello ante Arnaud Démare, etapa que en un principio ganó Elia Viviani, al cual se le quitó la victoria por un esprint irregular, ya que cerró la trayectoria a uno de sus rivales.  Fernando, aquejado de unos dolores en la rodilla, tuvo que abandonar en la 7.ª etapa. Debutaría en la Vuelta a España, en la cual su mejor resultado sería una 3.ª posición.
Para acabar la temporada participó en el Tour de Guangxi 2019, en el cual ganaría la 1.ª y 5.ª etapa. 

### 2020
Al igual que el año anterior, comenzaría su temporada en la Vuelta a San Juan, ganando tres de las siete etapas. Volvería a ganar varios meses después la segunda etapa de la Vuelta a Burgos 2020. Menos de un mes después volvería a levantar los brazos en el Tour de Limousin 2020, atacando a falta de unos pocos kilómetros a meta.
Su última victoria en el 2020 fue en el Giro de Toscana. Respecto a grandes vueltas, solo participaría en el Giro de Italia, el cual se celebraría en octubre debido a la COVID-19. No destacó mucho en la ronda italiana, consiguiendo como mejor posición un séptimo puesto. Tuvo que abandonar el Giro al dar positivo en COVID-19.
Finalizó la temporada con seis victorias.

### 2021
Comenzó la temporada 2021 participando en la Clásica de Almería, en la que finalizaría en la 17.ª posición. Ese año participó en el UAE Tour y en Tirreno Adriático, en las cuales su mejor resultado fue una 3.ª posición en Tirreno. 
Llegaría a la ya habitual en su calendario, la ronda italiana o Giro de Italia buscando la primera victoria del año. No consiguió la ansiada victoria, aun así, hizo un buen papel, finalizando top-10 en diversas etapas y logrando un tercer puesto en la maglia ciclamino.
Después del giro participaría en diversas carreras, en las que destacaría el Tour de Polonia. Consiguió su primera y única victoria ese año por delante del neerlandés Olav Kooij. 

## Palmarés en pista
| 2012 - Campeonato Mundial de Ciclismo en Pista - Medalla de Oro en Omnium (U19) - Medalla de Oro en Madison (U19) 2013 - Campeonato de Colombia de Ciclismo en Pista - Medalla de Plata en Ómnium - Campeonato Panamericano de Ciclismo - Medalla de Oro en Ómnium - Medalla de Plata en Persecución por Equipos - Juegos Bolivarianos - Medalla de Oro en Ómnium - Medalla de Oro en Madison 2014 - Juegos Suramericanos - Medalla de oro en Ómnium - Juegos Centroamericanos y del Caribe - Medalla de oro en Ómnium - Copa del Mundo de Pista - Medalla de oro en Ómnium | 2015 - Campeonato Mundial de Ciclismo en Pista - Medalla de Oro en Ómnium - Juegos Panamericanos - Medalla de Oro en Ómnium - Medalla de Oro en la Persecución por Equipos 2016 - Campeonato Mundial de Ciclismo en Pista - Medalla de Oro en Ómnium 2019 - Torneo Internacional de Pista de Cali - Medalla de Oro en Madison junto con Juan Esteban Arango - Medalla de Plata en Ómnium |

## Palmarés en ruta
| 2013 - Juegos Bolivarianos - Medalla de oro en ruta 2014 - Campeonato Panamericano de Ciclismo - Medalla de oro en ruta (sub-23) - Juegos Centroamericanos y del Caribe - Medalla de plata en Contrarreloj individual 2015 - 2 etapas del Tour de San Luis - 1 etapa del Tour de la República Checa - 1 etapa de la Vuelta a Gran Bretaña 2016 - 1 etapa del Tour de San Luis - 1 etapa del Tour La Provence - 1 etapa de la Tirreno-Adriático - 2 etapas del Tour de Polonia - Gran Premio Impanis-Van Petegem - París-Tours 2017 - 2 etapas de la Vuelta a San Juan - 1 etapa de la Vuelta al Algarve - 1 etapa de la Tirreno-Adriático - 4 etapas del Giro de Italia, más clasificación por puntos - 1 etapa de la Vuelta a Gran Bretaña - Campeonato de Flandes - 4 etapas del Tour de Guangxi 2018 - 1 etapa de la Vuelta a San Juan - 3 etapas de la Colombia Oro y Paz - 3 etapas del Tour de California - 2 etapas del Tour de Francia | 2019 - 2 etapas de la Vuelta a San Juan - 1 etapa del UAE Tour - 1 etapa del Giro de Italia - 2 etapas del Tour de Guangxi 2020 - 3 etapas de la Vuelta a San Juan - 1 etapa de la Vuelta a Burgos - 1 etapa del Tour de Limousin - Giro de Toscana 2021 - 1 etapa del Tour de Polonia 2022 - 2 etapas del Tour de Omán 2023 - 1 etapa de la Vuelta San Juan - 1 etapa del Tour de Romandía 2024 - 1 etapa del Tour Colombia |

## Resultados

### Grandes Vueltas
Durante su carrera deportiva ha conseguido los siguientes puestos en las Grandes Vueltas:
| Carrera | Carrera         | 2016 | 2017  | 2018 | 2019  | 2020 | 2021  | 2022  | 2023  | 2024  |
| ------- | --------------- | ---- | ----- | ---- | ----- | ---- | ----- | ----- | ----- | ----- |
|         | Giro de Italia  | —    | 129.º | —    | Ab.   | Ab.  | 109.º | 128.º | 118.º | 137.º |
|         | Tour de Francia | —    | —     | Ab.  | —     | —    | —     | —     | —     | Ab.   |
|         | Vuelta a España | —    | —     | —    | 147.º | —    | —     | —     | —     | —     |

—: no participa

Ab.: abandono

### Clásicas y Campeonatos
| Carrera                | Carrera                | 2016 | 2017 | 2018 | 2019 | 2020 | 2021  | 2022 | 2023  | 2024 |
| ---------------------- | ---------------------- | ---- | ---- | ---- | ---- | ---- | ----- | ---- | ----- | ---- |
| Omloop Het Nieuwsblad  | Omloop Het Nieuwsblad  | —    | —    | 86.º | —    | —    | —     | Ab.  | —     |      |
| Kuurne-Bruselas-Kuurne | Kuurne-Bruselas-Kuurne | —    | —    | Ab.  | —    | —    | —     | —    | —     |      |
| Strade Bianche         | Strade Bianche         | —    | —    | 49.º | Ab.  | —    | —     | —    | —     |      |
|                        | Milán-San Remo         | 79.º | 5.º  | —    | 16.º | 91.º | 113.º | —    | 129.º |      |
| A Través de Flandes    | A Través de Flandes    | 10.º | —    | —    | 22.º | X    | —     | —    | 92.º  |      |
| E3 Saxo Classic        | E3 Saxo Classic        | —    | —    | —    | —    | X    | Ab.   | —    | Ab.   |      |
| Gante-Wevelgem         | Gante-Wevelgem         | 6.º  | 9.º  | —    | 21.º | —    | —     | —    | Ab.   |      |
|                        | Tour de Flandes        | —    | —    | —    | 78.º | —    | —     | —    | —     |      |
|                        | París-Roubaix          | —    | —    | —    | Ab.  | X    | Ab.   | —    | —     |      |
| EuroEyes Classics      | EuroEyes Classics      | —    | —    | —    | —    | X    | X     | Ab.  | —     |      |
| Bretagne Classic       | Bretagne Classic       | —    | —    | Ab.  | —    | —    | —     | —    | —     |      |
| París-Tours            | París-Tours            | 1.º  | 28.º | —    | —    | —    | —     | Ab.  | —     |      |
| Mundial en Ruta        | Mundial en Ruta        | Ab.  | 8.º  | —    | —    | —    | Ab.   | —    | Ab.   |      |
| Colombia en Ruta       | Colombia en Ruta       | —    | —    | 41.º | —    | —    | —     | —    | —     | —    |

—: No participa 

Ab.: Abandona 

X: No se disputó

## Equipos
- Coldeportes-Claro (2013-2015)
- Quick-Step Floors (2016-2018)
  - Etixx-Quick Step (2016)
  - Quick-Step Floors (2017-2018)
- UAE Team Emirates[36][37] (2019-2022)
- Movistar Team (2023-)